# Associazione Polisportiva Modica 1981-1982
Questa voce raccoglie le informazioni riguardanti l'Associazione Polisportiva Modica nelle competizioni ufficiali della stagione 1981-1982.

## Rosa
| N. |                   | Ruolo | Calciatore        |
| -- | ----------------- | ----- | ----------------- |
|    | Italia (bandiera) | C     | Franco Allievi    |
|    | Italia (bandiera) | C     | Calogero Bennardo |
|    | Italia (bandiera) | C     | Franco Bobba      |
|    | Italia (bandiera) | D     | Renato Bodi       |
|    | Italia (bandiera) | A     | Giuseppe Botte    |
|    | Italia (bandiera) | D     | Cesare D'Agostino |
|    | Italia (bandiera) | D     | Luigi Galazzo     |
|    | Italia (bandiera) | C     | Ettore Gazzano    |
|    | Italia (bandiera) | D     | Vincenzo Giannone |
|    | Italia (bandiera) | C     | Corrado Iovenitti |
|    | Italia (bandiera) | D     | Carmelo Migliore  |

| N. |                   | Ruolo | Calciatore        |
| -- | ----------------- | ----- | ----------------- |
|    | Italia (bandiera) | C     | Stefano Noferi    |
|    | Italia (bandiera) | C     | Giovanni Pavani   |
|    | Italia (bandiera) | C     | Sebastiano Pincio |
|    | Italia (bandiera) | C     | Angelo Ratto      |
|    | Italia (bandiera) | P     | Pietro Rosa       |
|    | Italia (bandiera) | A     | Luigi Rotondi     |
|    | Italia (bandiera) | A     | Salvatore Secondo |
|    | Italia (bandiera) |       | Spadaro           |
|    | Italia (bandiera) |       | Varotto           |
|    | Italia (bandiera) | C     | Vincenzo Vindigni |
|    | Italia (bandiera) | P     | Fulvio Zappa      |